# Tisztogatás (regény)
A Tisztogatás, finnül: Puhdistus, Sofi Oksanen anyai ágon észt származású finn írónő azonos című, 2007-es drámájából született regénye. A kortárs európai irodalom egyik legjelentősebb prózai alkotása, amelyet először 2008-ban adtak ki, és azóta 38 nyelvre fordították le.
Központi témája a nők elleni erőszak, melyet a második világháború és az azt követő szovjet önkényuralmi rendszer hátterében rajzol meg. Ebből a szempontból rokonítható a 20. századi nagy magyar író, Tersánszky Józsi Jenő Viszontlátásra, drága című művével is. Finn nyelvű eredeti címe (Puhdistus) „megtisztítás”, „tisztogatás” mellett „megtisztulást” is jelent; a magyar és néhány európai nyelv ezt a jelentést kifejtetten nem tudja átadni. A regény egyik legfontosabb szimbóluma a légy és a légycsapó. Műfajilag a posztmodern esztétikához köthető, egyrészt jellemzi a kortársakra jellemző műfajkeverés: családregényként, levélregényként, történelmi és lélektani regényként egyaránt olvasható, másrészt a műnemkeverés: szépprózai volta ellenére rengeteg drámai (párbeszédek) és lírai (versbetétek) jegyet magán visel. A populáris vagy szórakoztató irodalom műfaji jegyei közül leginkább a krimivel (bűnügyi történet) és thrillerrel mutat rokonságot.
A regényt 2012-ben filmesítették meg észt–finn stábbal, a rendező Antti Jokinen volt.

## Magyar kiadásai
- Tisztogatás; ford. Pap Éva; in: Mai finn drámák; Valo-Art Bt., Budapest, 2009 (Polar könyvek)
- Tisztogatás [regény]; ford. Pap Éva; Scolar, Budapest, 2010